# Метелик (порода кролів)
Метелик - порода кролів м'ясного напряму у яких на основному білому фоні забарвлення помітні чорні плями на мордочці, спині й боках. На носі вони нагадують за формою крила метелика, а на спині мають вигляд переривчастої смуги.

## Історія

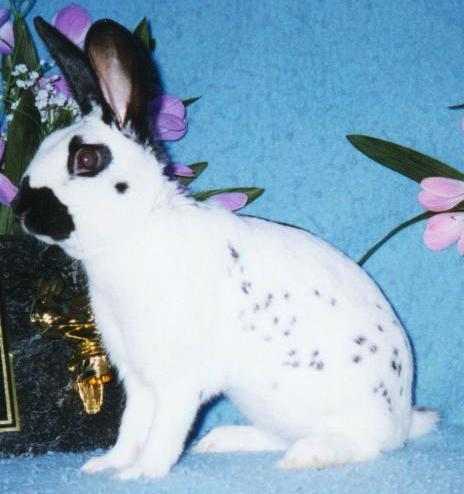
Метелик білого забарвлення

Порода виведена в 1887 році в Англії і завдяки декоративному і незвичайному хутру ця порода швидко поширилася серед кролівників-любителів різних країн. Згодом на основі породи виведені нові породи кролів: німецькі та французькі метелики, чехословацький строкатий кролик, рейнський строкатий кролик, французький білий хотот.
З метою вдосконалення породи за живою масою, підвищення м'ясної продуктивності і пристосованості до кліматичних і кормових умов кроликів цієї породи схрещували з кроликами порід білий велетень, фландр, віденський блакитний кролик і шиншила.
Так званий англійський метелик має голубу шиншилову плямистість. Чеський метелик рябо-білий, без плям на носі, а французький - білий, зовсім без плям, тільки з чорним обідком навколо очей. Вуха, обідки очей і верхня частина хвоста чорні. Щільний, еластичний і блискучий волосяний покрив з тонкою міцною міздрею дають шкурку високої якості.

## Біологічні характеристики

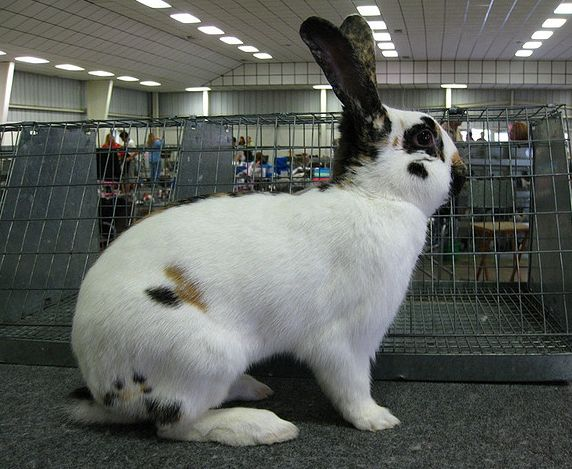
Метелик з кольоровими плямами

Голова середніх розмірів, вуха також середні, прямі, груди глибокі без підгруддя, спина видовжена, круп широкий, округлий, кінцівки прямі, міцні.
Середні показники: маса тіла 4,3 кг, довжина тулуба 54 см, обхват грудей 36 см, плодючість в середньому вісім кроленят за окріл.
Кролі породи метелик поширені серед кролівників-аматорів, племінних ферм з цією породою немає.